# 伯努利双纽线

伯努利双纽线

在数学中, 伯努利双纽线是由平面直角坐标系中的以下方程定义的平面代数曲线 ：
{\displaystyle (x^{2}+y^{2})^{2}=2a^{2}(x^{2}-y^{2}).}
曲线的形状类似于打横的阿拉伯数字 8 或者无穷大的符号 {\displaystyle \infty }，屬於双纽线。
关于伯努利双纽线的描述首见于1694年，雅各布·伯努利将其作为椭圆的一种类比来处理。椭圆是由到两个定点距离之和为定值的点的轨迹。而卡西尼卵形线则是由到两定点距离之乘积为定值的点的轨迹。当此定值使得轨迹经过两定点的中点时，轨迹便为伯努利双纽线。 
伯努利将这种曲线称为lemniscus, 为拉丁文中“悬挂的丝带”之意。
伯努利双纽线是双曲线关于圆心在双曲线中心的圆的反演图形。

## 其它的表示公式
伯努利双纽线在极坐标中也有简洁的表示。
{\displaystyle r^{2}=2a^{2}\cos 2\theta \,}
在双极坐标系，伯努利双纽线的方程也类似：
{\displaystyle rr'={\frac {a^{2}}{2}}}
伯努利双纽线的参数方程为：
{\displaystyle {\begin{cases}x=a{\sqrt {2cos2\theta }}cos\theta \\y=a{\sqrt {2cos2\theta }}sin\theta \end{cases}},\theta \in [-{\frac {\pi }{4}},{\frac {\pi }{4}}]\cup [{\frac {3}{4}}\pi ,{\frac {5}{4}}\pi ]}

## 曲率
伯努利双纽线的曲率在直角坐标系中可以表示为:
{\displaystyle \kappa =\pm 3(x^{2}+y^{2})^{\frac {1}{2}}a^{-2}\,}
正负号取决于描绘曲线时所取的方向。伯努利双纽线的曲率有一个有趣的性质：其每一点上的曲率的绝对值与此点到原点的距离成正比关系。

## 弧长及椭圆函数
在历史上，对伯努利双纽线之弧长的计算导致了十八世纪时对椭圆积分的研究。1800年左右，高斯开始对椭圆积分的逆：椭圆函数进行研究。他的大部分成果并没有在当时发表，只是零散地出现在《算术研究》的脚注中。